# Ceretic Guletic
Ceretic Guletic de Alt Clut fue rey de Alt Clut (moderno Dumbarton) en el siglo V. Ha sido identificado con Coroticus, un guerrero britano a cuya tropa dirigió una carta San Patricio, lamentando la captura y esclavitud de los irlandeses recién cristianizados y su venta a no cristianos:
"Soldados a quien ya no llamo mis ciudadanos amigos, o ciudadanos de los santos romanos, sino ciudadanos amigos de los diablos, en consecuencia de sus malas acciones; que viven en la muerte, después del rito hostil de los bárbaros; socios de los escotos y de los pictos apóstatas; deseosos de saciarse con la sangre de cristianos inocentes, multitudes de quien he engendrado en Dios y confirmado en Cristo."
En la carta Patricio anuncia que ha excomulgado a los hombres de Coroticus. La identificación de Coroticus con Ceretic Guletic está basada en gran parte en una glosa del siglo VIII a la carta de Patricio. Ha sido sugerido que fue el envío de esta carta lo que motivó el juicio que Patricio menciona en sus Confesiones. Los "Pictos Apóstatas" son los pictos meridionales convertidos por San Ninian y atendidos por Paladio, y que posteriormente abandonaron el cristianismo. Los pictos septentrionales de Fortriu fueron convertidos posteriormente por San Columba en el siglo VI, y al no ser aún cristianos no podían ser considerados "apóstatas".
Las fechas de Ceretic dependen por tanto de las conclusiones sobre los vastos estudios dedicados al floruit de San Patricio, pero parece bastante seguro que fue en el algún momento del siglo V. Ceretic aparece también en las Genealogías de Harleian de los gobernantes de Alt Clut, que mencionan los nombres de su padre (Cynloyp), abuelo (Cinhil) y bisabuelo (Cluim). Es de esta última fuente de donde se conoce su apodo, Guletic ("Dueño de la tierra"). En el Libro de Armagh, se le llama "Coirthech rex Aloo", "Ceretic, Rey de la Altura [del Clyde]".